# Hiroki Sakai
Hiroki Sakai (酒井 宏樹?, Sakai Hiroki; Nagano, 12 aprile 1990) è un calciatore giapponese, difensore dell'Auckland FC. Con la nazionale giapponese è stato vicecampione d'Asia nel 2019.

## Biografia
Il 10 agosto 2014, Sakai si è sposato con una donna non celebre e l'ha descritta come un sostegno per la sua carriera calcistica. È stato annunciato nel novembre 2014 che sarebbe diventato padre e sua moglie ha dato alla luce una bambina nel gennaio 2015. Con sua moglie ha avuto altri due figli, un maschio e un'altra femmina, nati rispettivamente nel 2019 e nel 2022.
Sakai è un fan del Miso soup e una volta ha detto: "Prendo solo zuppa di miso perché la zuppa di miso è una necessità per me." Dopo essere passato all'Hannover 96 nel 2012, Sakai ha iniziato a imparare il tedesco e attualmente studia due volte a settimana anche l'inglese. Dopo il trasferimento in Europa, Sakai ha parlato della cultura in Germania e Francia.
Nel maggio 2018, Sakai ha pubblicato il suo primo libro intitolato "Resetting Power 'Nature and the Mind Becomes Stronger' 46 Concept".

## Carriera
Terzino destro abile in entrambe le fasi e con una spiccata facilità di corsa, viene portato in Europa dall'Hannover. Milita per quattro stagioni in Bundesliga collezionando 96 presenze e 2 reti.
Al termine della stagione 2015-2016, conclusa con la retrocessione in Zweite del club tedesco, passa all'Olympique Marsiglia. Segna il primo gol con questa maglia fissando sul 5-2 definitivo la partita col RB Lipsia, valevole come quarto di ritorno dell'Europa League 2017-2018.
Il 10 giugno 2021, Sakai firma per gli Urawa Reds, formazione della J1 League.
Il 6 maggio 2023, in seguito al successo nella doppia finale contro l'Al-Hilal, Sakai conquista l'AFC Champions League, il suo primo titolo continentale in carriera e il terzo dell'Urawa. Nella stessa occasione, viene anche eletto miglior giocatore del torneo.

## Statistiche

### Presenze e reti nei club
Statistiche aggiornate al 15 giugno 2024.
| Stagione              | Club                  | Campionato            | Campionato | Campionato | Coppe nazionali | Coppe nazionali | Coppe nazionali | Coppe continentali | Coppe continentali | Coppe continentali | Supercoppe | Supercoppe | Supercoppe | Totale | Totale |
| Stagione              | Club                  | Comp                  | Pres       | Reti       | Comp            | Pres            | Reti            | Comp               | Pres               | Reti               | Comp       | Pres       | Reti       | Pres   | Reti   |
| --------------------- | --------------------- | --------------------- | ---------- | ---------- | --------------- | --------------- | --------------- | ------------------ | ------------------ | ------------------ | ---------- | ---------- | ---------- | ------ | ------ |
| 2010                  | Kashiwa Reysol        | J2                    | 9          | 1          | CG              | 3               | 0               | -                  | -                  | -                  | -          | -          | -          | 12     | 1      |
| 2011                  | Kashiwa Reysol        | J1                    | 27         | 0          | CG+CdL          | 2+2             | 0               | -                  | -                  | -                  | Cmc        | 4          | 1          | 35     | 1      |
| mar.-giu. 2012        | Kashiwa Reysol        | J1                    | 15         | 1          | CG+CdL          | 0               | 0               | ACL                | 7                  | 2                  | SG         | 1          | 0          | 23     | 3      |
| Totale Kashiwa Reysol | Totale Kashiwa Reysol | Totale Kashiwa Reysol | 51         | 2          |                 | 7               | 0               |                    | 7                  | 2                  |            | 5          | 1          | 70     | 5      |
| 2012-2013             | Hannover              | BL                    | 13         | 0          | CG              | 1               | 0               | UEL                | 3                  | 0                  | -          | -          | -          | 17     | 0      |
| 2013-2014             | Hannover              | BL                    | 26         | 1          | CG              | 2               | 0               | -                  | -                  | -                  | -          | -          | -          | 28     | 1      |
| 2014-2015             | Hannover              | BL                    | 27         | 0          | CG              | 2               | 0               | -                  | -                  | -                  | -          | -          | -          | 29     | 0      |
| 2015-2016             | Hannover              | BL                    | 26         | 1          | CG              | 2               | 0               | -                  | -                  | -                  | -          | -          | -          | 28     | 1      |
| Totale Hannover       | Totale Hannover       | Totale Hannover       | 92         | 2          |                 | 7               | 0               |                    | 3                  | 0                  |            | -          | -          | 102    | 2      |
| 2016-2017             | O. Marsiglia          | L1                    | 35         | 0          | CF+CdL          | 3+2             | 0               | -                  | -                  | -                  | -          | -          | -          | 40     | 0      |
| 2017-2018             | O. Marsiglia          | L1                    | 33         | 0          | CF+CdL          | 2+1             | 0               | UEL                | 14                 | 1                  | -          | -          | -          | 50     | 1      |
| 2018-2019             | O. Marsiglia          | L1                    | 27         | 1          | CF+CdL          | 1+0             | 0               | UEL                | 4                  | 0                  | -          | -          | -          | 32     | 1      |
| 2019-2020             | O. Marsiglia          | L1                    | 21         | 0          | CF+CdL          | 3+1             | 0               | -                  | -                  | -                  | -          | -          | -          | 25     | 0      |
| 2020-2021             | O. Marsiglia          | L1                    | 29         | 0          | CF              | 2               | 0               | UCL                | 6                  | 0                  | SF         | 1          | 0          | 38     | 0      |
| Totale O. Marsiglia   | Totale O. Marsiglia   | Totale O. Marsiglia   | 145        | 1          |                 | 15              | 0               |                    | 24                 | 1                  |            | 1          | 0          | 185    | 2      |
| lug.-dic. 2021        | Urawa Reds            | J1                    | 14         | 2          | CG+CdL          | 4+0             | 0               | -                  | -                  | -                  | -          | -          | -          | 18     | 2      |
| 2022                  | Urawa Reds            | J1                    | 20         | 0          | CG+CdL          | 0+1             | 0               | ACL                | 8                  | 0                  | SG         | 1          | 0          | 30     | 0      |
| 2023                  | Urawa Reds            | J1                    | 25         | 2          | CG+CdL          | 1+6             | 0               | ACL                | 3                  | 0                  | Cmc        | 2          | 0          | 37     | 2      |
| gen.-lug. 2024        | Urawa Reds            | J1                    | 10         | 1          | CdL             | 1               | 0               | -                  | -                  | -                  | -          | -          | -          | 11     | 1      |
| Totale Urawa Reds     | Totale Urawa Reds     | Totale Urawa Reds     | 69         | 5          |                 | 13              | 0               |                    | 11                 | 0                  |            | 3          | 0          | 96     | 5      |
| 2024-2025             | Auckland FC           | AL                    | 0          | 0          | FFACup          | 0               | 0               | -                  | -                  | -                  | -          | -          | -          | 0      | 0      |
| Totale carriera       | Totale carriera       | Totale carriera       | 357        | 10         |                 | 42              | 0               |                    | 45                 | 3                  |            | 9          | 1          | 453    | 14     |

### Cronologia presenze e reti in nazionale
| Cronologia completa delle presenze e delle reti in nazionale ― Giappone | Cronologia completa delle presenze e delle reti in nazionale ― Giappone | Cronologia completa delle presenze e delle reti in nazionale ― Giappone | Cronologia completa delle presenze e delle reti in nazionale ― Giappone | Cronologia completa delle presenze e delle reti in nazionale ― Giappone | Cronologia completa delle presenze e delle reti in nazionale ― Giappone | Cronologia completa delle presenze e delle reti in nazionale ― Giappone | Cronologia completa delle presenze e delle reti in nazionale ― Giappone |
| Data                                                                    | Città                                                                   | In casa                                                                 | Risultato                                                               | Ospiti                                                                  | Competizione                                                            | Reti                                                                    | Note                                                                    |
| ----------------------------------------------------------------------- | ----------------------------------------------------------------------- | ----------------------------------------------------------------------- | ----------------------------------------------------------------------- | ----------------------------------------------------------------------- | ----------------------------------------------------------------------- | ----------------------------------------------------------------------- | ----------------------------------------------------------------------- |
| 23-5-2012                                                               | Fukuroi                                                                 | Giappone                                                                | 2 – 0                                                                   | Azerbaigian                                                             | Amichevole                                                              | -                                                                       | 46’                                                                     |
| 3-6-2012                                                                | Saitama                                                                 | Giappone                                                                | 3 – 0                                                                   | Oman                                                                    | Qual. Mondiali 2014                                                     | -                                                                       | 57’                                                                     |
| 12-6-2012                                                               | Brisbane                                                                | Australia                                                               | 1 – 1                                                                   | Giappone                                                                | Qual. Mondiali 2014                                                     | -                                                                       | 73’                                                                     |
| 6-9-2012                                                                | Niigata                                                                 | Giappone                                                                | 1 – 0                                                                   | Emirati Arabi Uniti                                                     | Amichevole                                                              | -                                                                       | 79’                                                                     |
| 12-10-2012                                                              | Saint Denis                                                             | Francia                                                                 | 0 – 1                                                                   | Giappone                                                                | Amichevole                                                              | -                                                                       | 86’                                                                     |
| 16-10-2012                                                              | Breslavia                                                               | Giappone                                                                | 0 – 4                                                                   | Brasile                                                                 | Amichevole                                                              | -                                                                       | 46’                                                                     |
| 14-11-2012                                                              | Mascate                                                                 | Oman                                                                    | 1 – 2                                                                   | Giappone                                                                | Qual. Mondiali 2014                                                     | -                                                                       |                                                                         |
| 22-3-2013                                                               | Doha                                                                    | Canada                                                                  | 1 – 2                                                                   | Giappone                                                                | Amichevole                                                              | -                                                                       | 83’                                                                     |
| 30-5-2013                                                               | Toyota                                                                  | Giappone                                                                | 0 – 2                                                                   | Bulgaria                                                                | Amichevole                                                              | -                                                                       | 46’                                                                     |
| 11-6-2013                                                               | Doha                                                                    | Iraq                                                                    | 0 – 1                                                                   | Giappone                                                                | Qual. Mondiali 2014                                                     | -                                                                       |                                                                         |
| 20-6-2013                                                               | Recife                                                                  | Italia                                                                  | 4 – 3                                                                   | Giappone                                                                | Conf. Cup 2013 - 1º turno                                               | -                                                                       | 73’                                                                     |
| 22-6-2013                                                               | Belo Horizonte                                                          | Giappone                                                                | 1 – 2                                                                   | Messico                                                                 | Conf. Cup 2013 - 1º turno                                               | -                                                                       | 59’                                                                     |
| 16-11-2013                                                              | Genk                                                                    | Giappone                                                                | 2 – 2                                                                   | Paesi Bassi                                                             | Amichevole                                                              | -                                                                       | 79’                                                                     |
| 19-11-2013                                                              | Bruxelles                                                               | Belgio                                                                  | 2 – 3                                                                   | Giappone                                                                | Amichevole                                                              | -                                                                       |                                                                         |
| 5-3-2014                                                                | Tokyo                                                                   | Giappone                                                                | 4 – 2                                                                   | Nuova Zelanda                                                           | Amichevole                                                              | -                                                                       | 46’                                                                     |
| 27-5-2014                                                               | Saitama                                                                 | Giappone                                                                | 1 – 0                                                                   | Cipro                                                                   | Amichevole                                                              | -                                                                       | 46’                                                                     |
| 3-6-2014                                                                | Tampa                                                                   | Costa Rica                                                              | 1 – 3                                                                   | Giappone                                                                | Amichevole                                                              | -                                                                       | 71’                                                                     |
| 7-6-2014                                                                | Tampa                                                                   | Giappone                                                                | 4 – 3                                                                   | Zambia                                                                  | Amichevole                                                              | -                                                                       | 86’ 66’                                                                 |
| 5-9-2014                                                                | Toyohira-ku                                                             | Giappone                                                                | 0 – 2                                                                   | Uruguay                                                                 | Amichevole                                                              | -                                                                       | 87’                                                                     |
| 27-3-2015                                                               | Oita                                                                    | Giappone                                                                | 2 – 0                                                                   | Tunisia                                                                 | Amichevole                                                              | -                                                                       | 84’                                                                     |
| 11-6-2015                                                               | Yokohama                                                                | Giappone                                                                | 4 – 0                                                                   | Iraq                                                                    | Amichevole                                                              | -                                                                       |                                                                         |
| 16-6-2015                                                               | Saitama                                                                 | Giappone                                                                | 0 – 0                                                                   | Singapore                                                               | Qual. Mondiali 2018                                                     | -                                                                       |                                                                         |
| 3-9-2015                                                                | Tokyo                                                                   | Giappone                                                                | 3 – 0                                                                   | Cambogia                                                                | Qual. Mondiali 2018                                                     | -                                                                       |                                                                         |
| 8-9-2015                                                                | Teheran                                                                 | Afghanistan                                                             | 0 – 6                                                                   | Giappone                                                                | Qual. Mondiali 2018                                                     | -                                                                       | 71’                                                                     |
| 12-11-2015                                                              | Singapore                                                               | Singapore                                                               | 0 – 3                                                                   | Giappone                                                                | Qual. Mondiali 2018                                                     | -                                                                       |                                                                         |
| 24-3-2016                                                               | Saitama                                                                 | Giappone                                                                | 5 – 0                                                                   | Afghanistan                                                             | Qual. Mondiali 2018                                                     | -                                                                       |                                                                         |
| 3-6-2016                                                                | Toyota                                                                  | Giappone                                                                | 7 – 2                                                                   | Bulgaria                                                                | Amichevole                                                              | -                                                                       |                                                                         |
| 1-9-2016                                                                | Saitama                                                                 | Giappone                                                                | 1 – 2                                                                   | Emirati Arabi Uniti                                                     | Qual. Mondiali 2018                                                     | -                                                                       | 16’                                                                     |
| 6-9-2016                                                                | Bangkok                                                                 | Thailandia                                                              | 0 – 2                                                                   | Giappone                                                                | Qual. Mondiali 2018                                                     | -                                                                       |                                                                         |
| 6-10-2016                                                               | Saitama                                                                 | Giappone                                                                | 2 – 1                                                                   | Iraq                                                                    | Qual. Mondiali 2018                                                     | -                                                                       | 66’                                                                     |
| 11-11-2016                                                              | Kashima                                                                 | Giappone                                                                | 4 – 0                                                                   | Oman                                                                    | Amichevole                                                              | -                                                                       |                                                                         |
| 15-11-2016                                                              | Tokyo                                                                   | Giappone                                                                | 2 – 1                                                                   | Arabia Saudita                                                          | Qual. Mondiali 2018                                                     | -                                                                       | 88’                                                                     |
| 23-3-2017                                                               | Al Ain                                                                  | Emirati Arabi Uniti                                                     | 0 – 2                                                                   | Giappone                                                                | Qual. Mondiali 2018                                                     | -                                                                       |                                                                         |
| 28-3-2017                                                               | Saitama                                                                 | Giappone                                                                | 4 – 0                                                                   | Thailandia                                                              | Qual. Mondiali 2018                                                     | -                                                                       |                                                                         |
| 7-6-2017                                                                | Chōfu                                                                   | Giappone                                                                | 1 – 1                                                                   | Siria                                                                   | Amichevole                                                              | -                                                                       |                                                                         |
| 13-6-2017                                                               | Teheran                                                                 | Iraq                                                                    | 1 – 1                                                                   | Giappone                                                                | Qual. Mondiali 2018                                                     | -                                                                       | 76’                                                                     |
| 31-8-2017                                                               | Saitama                                                                 | Giappone                                                                | 2 – 0                                                                   | Australia                                                               | Qual. Mondiali 2018                                                     | -                                                                       |                                                                         |
| 5-9-2017                                                                | Gedda                                                                   | Arabia Saudita                                                          | 1 – 0                                                                   | Giappone                                                                | Qual. Mondiali 2018                                                     | -                                                                       |                                                                         |
| 6-10-2017                                                               | Toyota                                                                  | Giappone                                                                | 2 – 1                                                                   | Nuova Zelanda                                                           | Amichevole                                                              | -                                                                       |                                                                         |
| 10-11-2017                                                              | Villeneuve-d'Ascq                                                       | Giappone                                                                | 1 – 3                                                                   | Brasile                                                                 | Amichevole                                                              | -                                                                       | 67’                                                                     |
| 14-11-2017                                                              | Bruges                                                                  | Belgio                                                                  | 1 – 0                                                                   | Giappone                                                                | Amichevole                                                              | -                                                                       | 86’                                                                     |
| 8-6-2018                                                                | Lugano                                                                  | Svizzera                                                                | 2 – 0                                                                   | Giappone                                                                | Amichevole                                                              | -                                                                       | 56’                                                                     |
| 12-6-2018                                                               | Innsbruck                                                               | Giappone                                                                | 4 – 2                                                                   | Paraguay                                                                | Amichevole                                                              | -                                                                       | 46’                                                                     |
| 19-6-2018                                                               | Saransk                                                                 | Colombia                                                                | 1 – 2                                                                   | Giappone                                                                | Mondiali 2018 - 1º turno                                                | -                                                                       |                                                                         |
| 24-6-2018                                                               | Ekaterinburg                                                            | Giappone                                                                | 2 – 2                                                                   | Senegal                                                                 | Mondiali 2018 - 1º turno                                                | -                                                                       |                                                                         |
| 28-6-2018                                                               | Volgograd                                                               | Giappone                                                                | 0 – 1                                                                   | Polonia                                                                 | Mondiali 2018 - 1º turno                                                | -                                                                       |                                                                         |
| 2-7-2018                                                                | Rostov sul Don                                                          | Belgio                                                                  | 3 – 2                                                                   | Giappone                                                                | Mondiali 2018 - Ottavi di finale                                        | -                                                                       |                                                                         |
| 16-10-2018                                                              | Saitama                                                                 | Giappone                                                                | 4 – 3                                                                   | Uruguay                                                                 | Amichevole                                                              | -                                                                       |                                                                         |
| 16-11-2018                                                              | Ōita                                                                    | Giappone                                                                | 1 – 1                                                                   | Venezuela                                                               | Amichevole                                                              | 1                                                                       |                                                                         |
| 9-1-2019                                                                | Abu Dhabi                                                               | Giappone                                                                | 3 – 2                                                                   | Turkmenistan                                                            | Coppa d'Asia 2019 - 1º turno                                            | -                                                                       | 33’                                                                     |
| 13-1-2019                                                               | Abu Dhabi                                                               | Oman                                                                    | 0 – 1                                                                   | Giappone                                                                | Coppa d'Asia 2019 - 1º turno                                            | -                                                                       |                                                                         |
| 21-1-2019                                                               | Sharjah                                                                 | Giappone                                                                | 1 – 0                                                                   | Arabia Saudita                                                          | Coppa d'Asia 2019 - Ottavi di finale                                    | -                                                                       |                                                                         |
| 24-1-2019                                                               | Dubai                                                                   | Vietnam                                                                 | 0 – 1                                                                   | Giappone                                                                | Coppa d'Asia 2019 - Quarti di finale                                    | -                                                                       |                                                                         |
| 28-1-2019                                                               | al-'Ayn                                                                 | Iran                                                                    | 0 – 3                                                                   | Giappone                                                                | Coppa d'Asia 2019 - Semifinale                                          | -                                                                       | 46’ 73’                                                                 |
| 1-2-2019                                                                | Abu Dhabi                                                               | Giappone                                                                | 1 – 3                                                                   | Qatar                                                                   | Coppa d'Asia 2019 - Finale                                              | -                                                                       | 87’                                                                     |
| 5-6-2019                                                                | Toyota                                                                  | Giappone                                                                | 0 – 0                                                                   | Trinidad e Tobago                                                       | Amichevole                                                              | -                                                                       | 62’                                                                     |
| 5-9-2019                                                                | Kashima                                                                 | Giappone                                                                | 2 – 0                                                                   | Paraguay                                                                | Amichevole                                                              | -                                                                       | 46’                                                                     |
| 10-9-2019                                                               | Yangon                                                                  | Birmania                                                                | 0 – 2                                                                   | Giappone                                                                | Qual. Mondiali 2022                                                     | -                                                                       |                                                                         |
| 10-10-2019                                                              | Saitama                                                                 | Giappone                                                                | 6 – 0                                                                   | Mongolia                                                                | Qual. Mondiali 2022                                                     | -                                                                       | 58’                                                                     |
| 15-10-2019                                                              | Dushanbe                                                                | Tagikistan                                                              | 0 – 3                                                                   | Giappone                                                                | Qual. Mondiali 2022                                                     | -                                                                       |                                                                         |
| 14-11-2019                                                              | Biškek                                                                  | Kirghizistan                                                            | 0 – 2                                                                   | Giappone                                                                | Qual. Mondiali 2022                                                     | -                                                                       |                                                                         |
| 9-10-2020                                                               | Utrecht                                                                 | Giappone                                                                | 0 – 0                                                                   | Camerun                                                                 | Amichevole                                                              | -                                                                       |                                                                         |
| 12-11-2020                                                              | Graz                                                                    | Giappone                                                                | 1 – 0                                                                   | Panama                                                                  | Amichevole                                                              | -                                                                       | 82’                                                                     |
| 17-11-2020                                                              | Graz                                                                    | Giappone                                                                | 0 – 2                                                                   | Messico                                                                 | Amichevole                                                              | -                                                                       | 39’                                                                     |
| 28-5-2021                                                               | Chiba                                                                   | Giappone                                                                | 10 – 0                                                                  | Birmania                                                                | Qual. Mondiali 2022                                                     | -                                                                       | 46’                                                                     |
| 2-9-2021                                                                | Suita                                                                   | Giappone                                                                | 0 – 1                                                                   | Oman                                                                    | Qual. Mondiali 2022                                                     | -                                                                       |                                                                         |
| 7-10-2021                                                               | Gedda                                                                   | Arabia Saudita                                                          | 1 – 0                                                                   | Giappone                                                                | Qual. Mondiali 2022                                                     | -                                                                       |                                                                         |
| 12-10-2021                                                              | Saitama                                                                 | Giappone                                                                | 2 – 1                                                                   | Australia                                                               | Qual. Mondiali 2022                                                     | -                                                                       |                                                                         |
| 27-1-2022                                                               | Saitama                                                                 | Giappone                                                                | 2 – 0                                                                   | Cina                                                                    | Qual. Mondiali 2022                                                     | -                                                                       |                                                                         |
| 1-2-2022                                                                | Saitama                                                                 | Giappone                                                                | 2 – 0                                                                   | Arabia Saudita                                                          | Qual. Mondiali 2022                                                     | -                                                                       |                                                                         |
| 23-9-2022                                                               | Düsseldorf                                                              | Giappone                                                                | 2 – 0                                                                   | Stati Uniti                                                             | Amichevole                                                              | -                                                                       | 46’                                                                     |
| 17-11-2022                                                              | Dubai                                                                   | Giappone                                                                | 1 – 2                                                                   | Canada                                                                  | Amichevole                                                              | -                                                                       | 46’                                                                     |
| 23-11-2022                                                              | Al Rayyan                                                               | Germania                                                                | 1 – 2                                                                   | Giappone                                                                | Mondiali 2022 - 1º turno                                                | -                                                                       | 75’                                                                     |
| 5-12-2022                                                               | Al Wakrah                                                               | Giappone                                                                | 1 – 1 dts (1 – 3 dtr)                                                   | Croazia                                                                 | Mondiali 2022 - Ottavi di finale                                        | -                                                                       | 75’                                                                     |
| Totale                                                                  |                                                                         | Presenze (22º posto)                                                    | 74                                                                      |                                                                         | Reti                                                                    | 1                                                                       |                                                                         |

| Cronologia completa delle presenze e delle reti in nazionale ― Giappone Olimpica | Cronologia completa delle presenze e delle reti in nazionale ― Giappone Olimpica | Cronologia completa delle presenze e delle reti in nazionale ― Giappone Olimpica | Cronologia completa delle presenze e delle reti in nazionale ― Giappone Olimpica | Cronologia completa delle presenze e delle reti in nazionale ― Giappone Olimpica | Cronologia completa delle presenze e delle reti in nazionale ― Giappone Olimpica | Cronologia completa delle presenze e delle reti in nazionale ― Giappone Olimpica | Cronologia completa delle presenze e delle reti in nazionale ― Giappone Olimpica |
| Data                                                                             | Città                                                                            | In casa                                                                          | Risultato                                                                        | Ospiti                                                                           | Competizione                                                                     | Reti                                                                             | Note                                                                             |
| -------------------------------------------------------------------------------- | -------------------------------------------------------------------------------- | -------------------------------------------------------------------------------- | -------------------------------------------------------------------------------- | -------------------------------------------------------------------------------- | -------------------------------------------------------------------------------- | -------------------------------------------------------------------------------- | -------------------------------------------------------------------------------- |
| 26-7-2012                                                                        | Glasgow                                                                          | Spagna                                                                           | 0 – 1                                                                            | Giappone                                                                         | Olimpiadi 2012 - 1º turno                                                        | -                                                                                | 74’                                                                              |
| 4-8-2012                                                                         | Manchester                                                                       | Giappone                                                                         | 3 – 0                                                                            | Egitto                                                                           | Olimpiadi 2012 - Quarti di finale                                                | -                                                                                |                                                                                  |
| 7-8-2012                                                                         | Londra                                                                           | Messico                                                                          | 3 – 1                                                                            | Giappone                                                                         | Olimpiadi 2012 - Semifinale                                                      | -                                                                                | 58’                                                                              |
| 10-8-2012                                                                        | Cardiff                                                                          | Corea del Sud                                                                    | 2 – 0                                                                            | Giappone                                                                         | Olimpiadi 2012 - Finale 3º posto                                                 | -                                                                                |                                                                                  |
| 22-7-2021                                                                        | Chōfu                                                                            | Giappone                                                                         | 1 – 0                                                                            | Sudafrica                                                                        | Olimpiadi 2020 - 1º turno                                                        | -                                                                                |                                                                                  |
| 25-7-2021                                                                        | Saitama                                                                          | Giappone                                                                         | 2 – 1                                                                            | Messico                                                                          | Olimpiadi 2020 - 1º turno                                                        | -                                                                                | 47’                                                                              |
| 28-7-2021                                                                        | Yokohama                                                                         | Francia                                                                          | 0 – 4                                                                            | Giappone                                                                         | Olimpiadi 2020 - 1º turno                                                        | 1                                                                                | 44’ 55’                                                                          |
| 3-8-2021                                                                         | Saitama                                                                          | Giappone                                                                         | 0 – 1 dts                                                                        | Spagna                                                                           | Olimpiadi 2020 - Semifinale                                                      | -                                                                                | 99’                                                                              |
| 6-8-2021                                                                         | Saitama                                                                          | Messico                                                                          | 3 – 1                                                                            | Giappone                                                                         | Olimpiadi 2020 - Finale 3º posto                                                 | -                                                                                |                                                                                  |
| Totale                                                                           |                                                                                  | Presenze                                                                         | 9                                                                                |                                                                                  | Reti                                                                             | 1                                                                                |                                                                                  |

| Cronologia completa delle presenze e delle reti in nazionale ― Giappone under 23 | Cronologia completa delle presenze e delle reti in nazionale ― Giappone under 23 | Cronologia completa delle presenze e delle reti in nazionale ― Giappone under 23 | Cronologia completa delle presenze e delle reti in nazionale ― Giappone under 23 | Cronologia completa delle presenze e delle reti in nazionale ― Giappone under 23 | Cronologia completa delle presenze e delle reti in nazionale ― Giappone under 23 | Cronologia completa delle presenze e delle reti in nazionale ― Giappone under 23 | Cronologia completa delle presenze e delle reti in nazionale ― Giappone under 23 |
| Data                                                                             | Città                                                                            | In casa                                                                          | Risultato                                                                        | Ospiti                                                                           | Competizione                                                                     | Reti                                                                             | Note                                                                             |
| -------------------------------------------------------------------------------- | -------------------------------------------------------------------------------- | -------------------------------------------------------------------------------- | -------------------------------------------------------------------------------- | -------------------------------------------------------------------------------- | -------------------------------------------------------------------------------- | -------------------------------------------------------------------------------- | -------------------------------------------------------------------------------- |
| 5-6-2021                                                                         | Fukuoka                                                                          | Giappone under 23                                                                | 6 – 0                                                                            | Ghana under 23                                                                   | Amichevole                                                                       | -                                                                                |                                                                                  |
| 12-6-2021                                                                        | Toyota                                                                           | Giappone under 23                                                                | 4 – 0                                                                            | Giamaica under 23                                                                | Amichevole                                                                       | -                                                                                |                                                                                  |
| 12-7-2021                                                                        | Ōsaka                                                                            | Giappone under 23                                                                | 3 – 1                                                                            | Honduras under 23                                                                | Amichevole                                                                       | -                                                                                | 80’                                                                              |
| 17-7-2021                                                                        | Kōbe                                                                             | Giappone under 23                                                                | 1 – 1                                                                            | Spagna under 23                                                                  | Amichevole                                                                       | -                                                                                | 46’                                                                              |
| Totale                                                                           |                                                                                  | Presenze                                                                         | 4                                                                                |                                                                                  | Reti                                                                             | 0                                                                                |                                                                                  |

## Palmarès

### Club

#### Competizioni nazionali
- J2 League: 1

Kashiwa Reysol: 2010
- Campionato giapponese: 1

Kashiwa Reysol: 2011
- Supercoppa del Giappone: 2

Kashiwa Reysol: 2012
Urawa Reds: 2022
- Coppa dell'Imperatore: 1

Urawa Reds: 2021
- Premier's Plate: 1

Auckland FC: 2024-2025

#### Competizioni internazionali
- AFC Champions League: 1

Urawa Reds: 2022

### Individuale
- Squadra del campionato giapponese: 1

2011
- Miglior giovane della J.League: 1

2011
- Miglior giocatore dell'AFC Champions League: 1

2022